# Jörg Friedrich
Jörg Friedrich, född den 7 juli 1959 i Rathenow i Tyskland, är en östtysk roddare.
Han tog OS-guld i åtta med styrman i samband med de olympiska roddtävlingarna 1980 i Moskva.